# II wojna światowa w Afryce
II wojna światowa w Afryce – całokształt działań zbrojnych stoczonych w Afryce (głównie północnej) pomiędzy Aliantami a państwami Osi podczas II wojny światowej. Oficjalnie rozpoczęły się 10 czerwca 1940 roku, kiedy to do wojny po stronie III Rzeszy włączyły się faszystowskie Włochy. Benito Mussoliniemu marzyło się stworzenie w basenie Morza Śródziemnego Drugiego Imperium Rzymskiego. Głównym założeniem było więc pokonanie Wielkiej Brytanii i Francji w ich koloniach w Afryce. W lutym 1941 roku do Włochów dołączyli Niemcy z Afrika Korps pod dowództwem Erwina Rommla. Po przeciwnej stronie w kampanii północnoafrykańskiej brały udział wojska alianckie wielu narodowości: brytyjskie, amerykańskie (od listopada 1942 r.), australijskie, nowozelandzkie, francuskie, południowoafrykańskie, czechosłowackie oraz polskie, reprezentowane przez Samodzielną Brygadę Strzelców Karpackich. Walki w Afryce trwały do 13 maja 1943 roku, kiedy to skapitulowały ostatnie oddziały Osi w Tunezji.
Za najważniejszą część wojny w Afryce uważa się kampanię północnoafrykańską, jednak na czarnym lądzie wydarzyły się także inne epizody II wojny światowej, jak np. bitwa o Madagaskar. Kampania północnoafrykańska stanowi część większej kampanii śródziemnomorskiej.

## Sytuacja geopolityczna w Afryce w przededniu wybuchu wojny
Po podbiciu Abisynii przez Włochów w 1936 roku, oprócz Liberii nie było w Afryce żadnego niezależnego państwa.

### Posiadłości Włoch

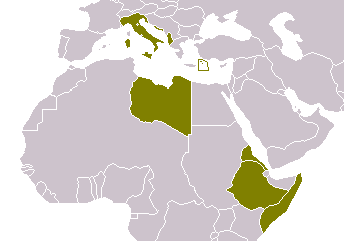
Włochy i ich kolonie w 1940 roku

Włochy w 1940 kontrolowały Libię, Abisynię, Erytreę i Somali Włoskie. Trzy ostatnie terytoria tworzyły tzw. Włoską Afrykę Wschodnią.

### Posiadłości Wielkiej Brytanii i państwa Brytyjskiej Wspólnoty Narodów
- Brytyjska Afryka Zachodnia: Sierra Leone, Gambia, Złote Wybrzeże, Nigeria, zachodnie Togo i zachodni Kamerun.
- Kenia,
- Uganda,
- Tanganika (jako mandat Ligi Narodów),
- Zanzibar,
- Rodezja,
- Niasa,
- Beczuana,
- Somali Brytyjskie,
- Seszele.

Państwami zależnymi od Wielkiej Brytanii były Egipt (oficjalnie niepodległy) oraz Związek Południowej Afryki (dominium brytyjskie), natomiast Sudan był formalnie kondominium brytyjsko-egipskim.

### Posiadłości Francji
- Afryka Północna: Algieria Francuska, Tunezja Francuska, Maroko Francuskie.
- Francuska Afryka Zachodnia: Senegal, Mauretania, Sudan Francuski, Gwinea, Wybrzeże Kości Słoniowej, Górna Wolta, Dahomej i Niger.
- Francuska Afryka Równikowa: Gabon, Kongo Środkowe, Ubangi-Szari (obecnie Republika Środkowoafrykańska) oraz Czad.
- Somali Francuskie,
- Madagaskar.

### Inne kolonie
Posiadłości w Afryce posiadały też inne państwa:
- Hiszpania: Maroko Hiszpańskie, Sahara Hiszpańska.
- Portugalia: Angola, Gwinea Portugalska, Kabinda, São João Baptista de Ajudá, Wyspy Świętego Tomasza i Książęca, Wyspy Zielonego Przylądka.
- Belgia: Kongo Belgijskie.

### Roszczenia
Roszczenia do Afryki Środkowej wysuwała III Rzesza i był to jeden z powodów, dla których w 1941 zaangażowała się w wojnę w Afryce wysyłając tam korpus ekspedycyjny Afrika Korps.

## Plany

### Włochy
Włochy chciały stworzyć tzw. Drugie Imperium Rzymskie, rozciągające się od Atlantyku aż po Bliski Wschód. Aby jak najszybciej pokonać przeciwnika planowano uderzyć na Egipt w kierunku Kanału Sueskiego. Atak nastąpić miał od strony Libii i Włoskiej Afryki Wschodniej. Włosi zamierzali szybko zająć Somali Brytyjskie, Sudan i Egipt, dotrzeć do Kanału Sueskiego i sparaliżować konwoje aliantów płynące z lub do Indii. Po opanowaniu tych terenów armia włoska miała ruszyć na bogaty w ropę Półwysep Arabski. Włosi zamierzali też okupować Tunezję. Chciano także pozyskać do walki Arabów, którzy byli przeciwnikami angielskiej i francuskiej dominacji w tym regionie.

### Alianci
Z zagrożenia brytyjskich i francuskich kolonii zdano sobie sprawę dopiero po przystąpieniu Włoch do wojny. Wcześniej tylko Francuzi na południu Tunezji zbudowali system umocnień mający chronić tę kolonię przed włoską agresją. Garnizony były przygotowane raczej do walk w razie powstań tubylców. Brytyjczycy zorganizowali później system konwojów, zaopatrujących walczące oddziały w Egipcie, na trasie Gibraltar – Malta – Aleksandria. Zdobycie przez państwa osi jednej z tych baz oznaczałoby przegraną na Morzu Śródziemnym.

### III Rzesza
Adolf Hitler już w 1940 zaproponował Mussoliniemu wysłanie kilku dywizji pancernych do Afryki, jednak duce odmówił. Führer nie nalegał, jednak Niemcy bacznie obserwowali sytuację. W razie ewentualnego zaangażowania w tamtym rejonie chcieli przede wszystkim opanować Kanał Sueski i ruszyć na pola ropy naftowej na Bliskim Wschodzie. Później mieli przejąć władzę w kilku środkowoafrykańskich koloniach Francji.

## Wybuch wojny w Afryce
Za początek zmagań w Afryce Północnej uznaje się zajęcie Fortu Capuzzo przez brytyjskie oddziały już 10 czerwca 1940, w dniu wypowiedzenia wojny aliantom przez Włochów. Mimo tego, nie doszło tam do ciężkich walk, Włosi rozpoczęli natomiast natarcie w alpejskich przełęczach na pozycje francuskie. 11 czerwca doszło do pierwszego wydarzenia mającego wpływ na kampanię w Afryce – Włosi zbombardowali Maltę. Już wówczas zdawano sobie sprawę, że ta wyspa będzie stanowić ważny element w systemie uzupełnień brytyjskiej armii. Dzień później 21 włoskich bombowców Savoia SM-79 zaatakowało Bizertę, zapalając zbiorniki paliwa i niszcząc kilka francuskich samolotów na lotnisku. Rozpoczęło się minowanie wybrzeża Morza Śródziemnego. Na granicy egipsko-libijskiej doszło tylko do kilku potyczek pomiędzy brytyjskimi a włoskimi patrolami. Na Morzu Śródziemnym także doszło do kilku mniejszych starć morskich. 22 czerwca Francuzi skapitulowali przed Niemcami, dwa dni później podpisano w Rzymie zawieszenie broni pomiędzy Francuzami a Włochami. Wobec tego Mussolini i Comando Supremo zostawili w spokoju francuskie kolonie zarządzane teraz przez Rząd Vichy. Skupiono się na ataku na Egipt, Sudan i Somali Brytyjskie.

## Przebieg

### 1940

#### Incydent w Mers el-Kebir

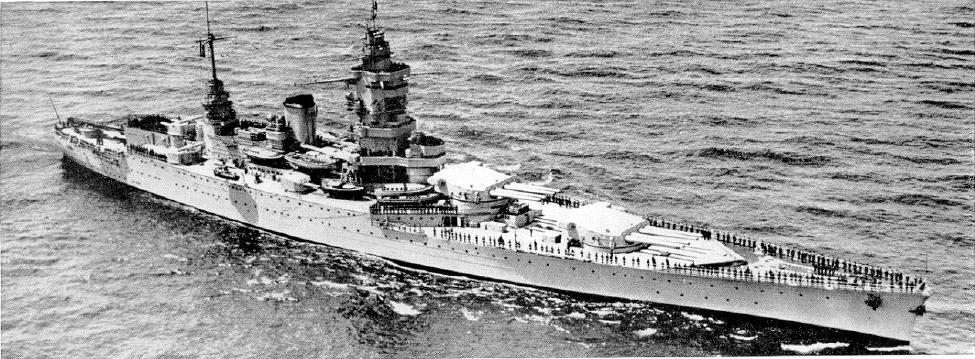
Francuski pancernik „Dunkerque” uszkodzony podczas akcji w Mers el-Kebir.

Pierwszym poważnym aktem II wojny światowej w Afryce była akcja brytyjskiej Royal Navy pod kryptonimem Catapult. Tuż po upadku Francji alianci stanęli przed problemem postawy nowego rządu Francji. Winston Churchill, zdając sobie sprawę z tego, że proniemiecki rząd może ulec i przekazać siłom Osi swą flotę, nakazał wystosować ultimatum do francuskich dowódców okrętów wojennych. W Gibraltarze sformowano (specjalnie do tej akcji) zespół uderzeniowy Force H. Francuzi mieli do wyboru: albo dalej walczyć wraz z aliantami przeciw Osi albo francuskie okręty zostaną przejęte lub nawet zniszczone. Część floty francuskiej stacjonująca w alianckich portach została opanowana przez Brytyjczyków, jednak flota stacjonująca w kontrolowanych przez rząd Vichy koloniach w Afryce odmówiła poddania. Największa koncentracja okrętów wojennych Francji znajdowała się w algierskim porcie Mers el-Kebir i tam też uderzono. Wobec odmowy współpracy z aliantami, Brytyjczycy otworzyli ogień 3 lipca o godzinie 16.56. O godzinie 17.09 eksplodował trafiony pancernik „Bretagne”, pociągając za sobą 977 ofiar śmiertelnych z 1130-osobowej załogi. Uszkodzone zostały pancerniki „Provence” i „Dunkerque” oraz niszczyciel „Mogador”. Tylko kilka okrętów uszło Brytyjczykom. 4 lipca brytyjski okręt podwodny HMS „Pandora” zatopił francuskie awizo „Rigault de Genouilly”, a 5 lipca samoloty startujące z lotniskowca HMS „Ark Royal” przeprowadziły nalot na port w celu całkowitego wyeliminowania uszkodzonych francuskich okrętów.
W akcji przeciw flocie w Mers el-Kebir zginęło 1297 francuskich marynarzy, około 350 zostało rannych. Wydarzenie to spowodowało zerwanie stosunków dyplomatycznych rządu Vichy z Wielką Brytanią 4 lipca 1940 i nalot francuskich bombowców na Gibraltar tego samego dnia.
We wrześniu 1940 Brytyjczycy i Wolni Francuzi podjęli nieudaną próbę opanowania Dakaru, pozostającego pod władzą rządu Vichy, za pomocą morskiego desantu (operacja Menace). Udało im się natomiast opanować Gabon.

#### Początek kampanii wschodnioafrykańskiej

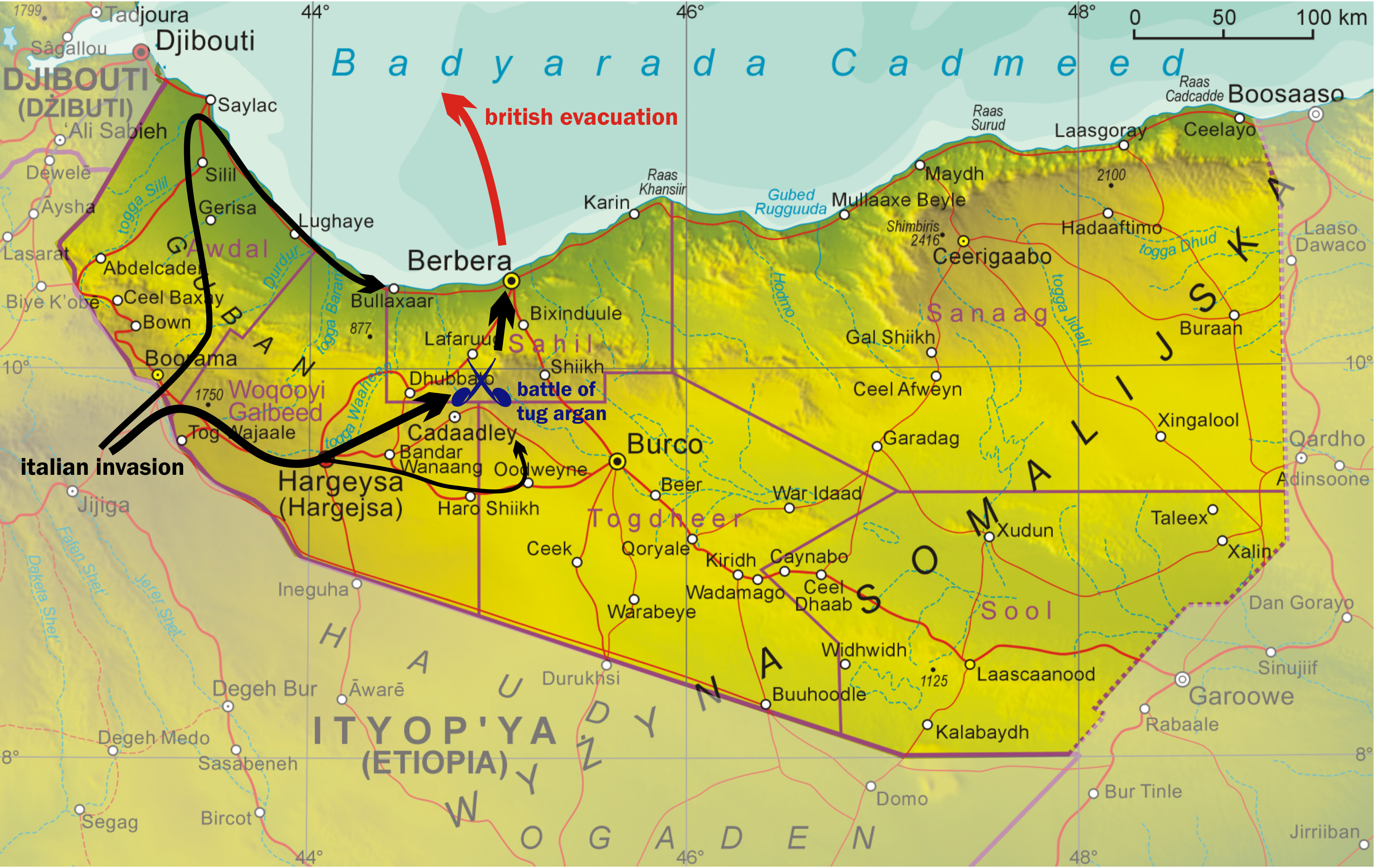
Mapa włoskiej inwazji na Somali Brytyjskie w sierpniu 1940 roku

Pierwszym celem ambitnego przywódcy Włoch były kolonie brytyjskie we wschodniej Afryce, zwłaszcza Somali Brytyjskie. Siły włoskie, zgromadzone we Włoskiej Wschodniej Afryce, liczyły ok. 300 000 żołnierzy, w zdecydowanej większości były to oddziały tubylcze (Włochów było tylko ok. 50 000). Brytyjczycy mogli im przeciwstawić zaledwie ok. 1500 żołnierzy, stacjonujących w kilku garnizonach.
Włosi zaatakowali 4 sierpnia 1940 roku, z łatwością likwidując opór skromnych sił brytyjskich. Zajęli Somali Brytyjskie, uzyskując tym samym kontrolę nad wejściem na Morze Czerwone, czyli Zatoką Adeńską, przez to zagrozili brytyjskim szlakom zaopatrzeniowym, prowadzącym przez Kanał Sueski. Przeciwko brytyjskim koloniom w Kenii i Sudanie nie podjęto zdecydowanych kroków, zadowalając się zajęciem 14 lipca miast Moyale w Kenii i istotnego ze strategicznego punktu widzenia Kassala leżącego w pobliżu granicy Erytrei. Następnie siły włoskie, rozciągnięte na olbrzymich terenach Afryki, przeszły do obrony.

#### Atak na Egipt
13 września wojska włoskie pod dowództwem marszałka Grazianiego przekroczyły granicę z Egiptem. Po krótkotrwałych walkach Brytyjczycy ponosząc niewielkie straty wycofali się o kilkadziesiąt kilometrów. 16 września Włosi zajęli miasto Sidi Barrani i walki na froncie ustały. Graziani wstrzymał ofensywę czekając na podciągnięcie zaopatrzenia (co świadczy o słabym przygotowaniu armii do najazdu na Egipt). Tymczasem do Egiptu zaczęło docierać zaopatrzenie – ale do wojsk brytyjskich. 17 września brytyjskie bombowce zbombardowały Sidi Barrani i Bengazi. Pomiędzy włoskimi wojskami a siłami aliantów pozostał 80 milowy pas ziemi niczyjej pomiędzy Sidi Barrani a umocnieniami w Marsa Matruh.

#### Kontrofensywa aliantów

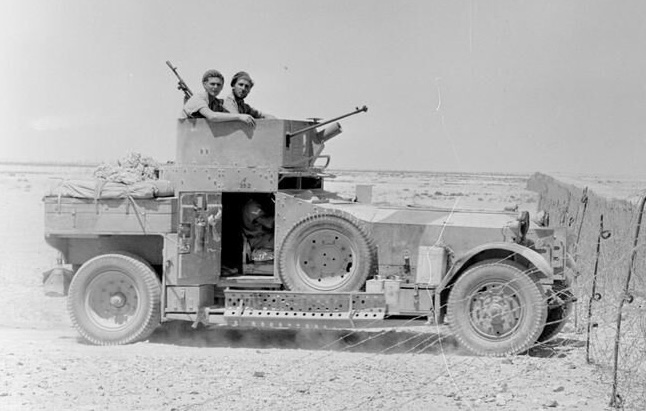
Opancerzony brytyjski Rolls-Royce w okolicach Bardiji, 1940

Kontrofensywie Brytyjczyków pod ogólnym dowództwem ( operacyjnym dowódcą był gen. R.N. O’Connor) generała Archibalda Wavella nadano kryptonim Compass. Rozpoczęto ją wieczorem 7 grudnia 1940 roku marszem przez pas ziemi niczyjej. 9 grudnia ofensywa rozpoczęła się z pełnym rozmachem – do ataku ruszyły dywizje brytyjskie, hinduskie i australijskie. Wykorzystując nieobsadzoną przez Włochów lukę w ich froncie na pustyni, a następnie wychodząc na ich tyły, zajęto po kolei 7 fortów które pozostawały bierne aż do chwili ataku, wzięto w nich do niewoli prawie 40 tysięcy włoskich jeńców, 10 grudnia odbito Sidi Barrani. Na tym zakończyła się ta faza operacji znana jako bitwa o Marmarykę. Do 15 grudnia Brytyjczycy całkowicie wyparli Włochów z Egiptu biorąc kolejne kilkanaście tysięcy jeńców między Buq Buq a Sollum (łącznie z poprzednimi walkami rozbito 5 dywizji włoskich) i rozpoczęli pościg za wycofującym się przeciwnikiem. Alianci wkroczyli do Cyrenajki, kierując się na Bardię, gdzie umacniali się Włosi oczekując ataku.

### 1941

#### Wyparcie Włochów z Cyrenajki
3 stycznia rozpoczęto atak na Bardię, miasto opanowano szturmem po uprzednim przygotowaniu oblężniczym i bombardowaniu, po którym 5 stycznia poddało się jego 45 tys. obrońców. Postępy brytyjskich wojsk doprowadziły do zablokowania Tobruku dzień później. Oblężenie trwało od 7 do 22 stycznia – chwili upadku twierdzy w której wzięto 30 tys. jeńców i wiele materiału wojennego zgromadzonego tam przez Włochów. Następnie w śmiałym rajdzie brytyjskiej 7 Dywizji Pancernej (zredukowanej teraz do jednostek szybkich), po którym nadano jej przydomek „Szczurów Pustyni” (ang. Desert Rats), w poprzek całej Cyrenajki, trwającym około tygodnia, 5 lutego osiągnięto brzeg Zatoki Wielkiej Syrty pod Beda Fomm. Na północ od niego doszło do spotkania, które można uznać za pierwszą bitwę pancerną w Afryce, między wycofującymi się z północy i w pełni zaskoczonymi pojawieniem się w tym miejscu sił brytyjskich – włoską 60 Dywizją Piechoty, brygadą pancerną ze 120 czołgami oraz częścią garnizonu z Benghazi, które po krótkich walkach następnego dnia skapitulowały oddając ponad 20 tys. jeńców, ok. 200 czołgów i tyle samo dział.

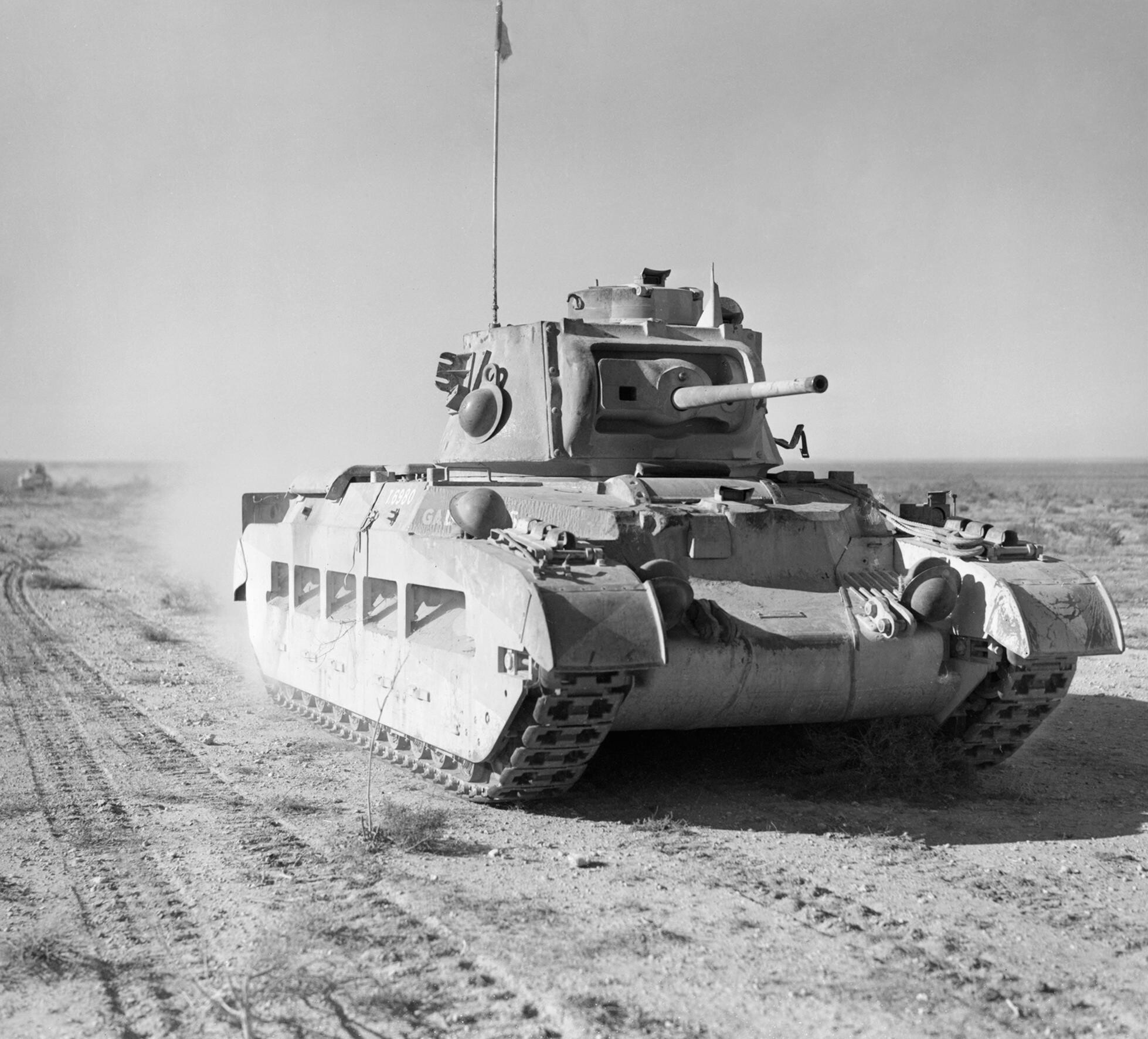
Brytyjski czołg Matilda w czasie operacji Compass

Do lutego cała Cyrenajka znalazła się w rękach aliantów. Alianci opanowali ważne porty i forty: Tobruk, Bengazi, Fort Capuzzo, Bardię. W ciągu niecałego miesiąca brytyjska armia przeszła prawie 700 kilometrów (od Mersa Matruh do El Agheila), niszcząc doszczętnie prawie całą włoską armię, która miała zdobyć Egipt, liczącą ok. 10 dywizji, z której wzięto 130 tys. jeńców oraz zdobyto 400 czołgów i ponad tysiąc dział, kosztem własnych strat niespełna 2 tys. zabitych i rannych oraz znikomej ilości czołgów.

#### Przybycie Afrika Korps
Wobec fatalnej sytuacji Włochów, do Afryki przybywają w lutym pierwsze niemieckie pododdziały. Ich dowódcą został Erwin Rommel. 18 lutego dekretem Hitlera, oficjalnie zostały nazwane Deutsches Afrika Korps – Niemieckim Korpusem Afrykańskim. Już kilkanaście godzin po przybyciu do Trypolisu ruszyły na front, a 20 lutego stoczyły pierwszą potyczkę z Brytyjczykami pod Marsa al-Burajka niszcząc 3 wozy bojowe. Rommel uderzył pełnymi siłami (w składzie 3 dywizji – jednej niemieckiej i dwóch włoskich) 31 marca w kierunku początkowo na Msus, a później Tobruk i Sollum. Po przejściu Cyrenajki pobił brytyjską 2 Dywizję Pancerną i otoczył 11 kwietnia resztki australijskiej 9 Dywizji Piechoty i 32 Brygadę z 7 Dywizji Pancernej w twierdzy Tobruk, której garnizon został następnie uzupełniony (22 października) australijską 70 Dywizją Piechoty, a pozostałości 9 Dywizji odesłano na tyły. Po osiągnięciu w połowie kwietnia skarpy pod Sollum, impet natarcia Rommla wyczerpał się.

#### Bitwa o Tobruk kwiecień-grudzień

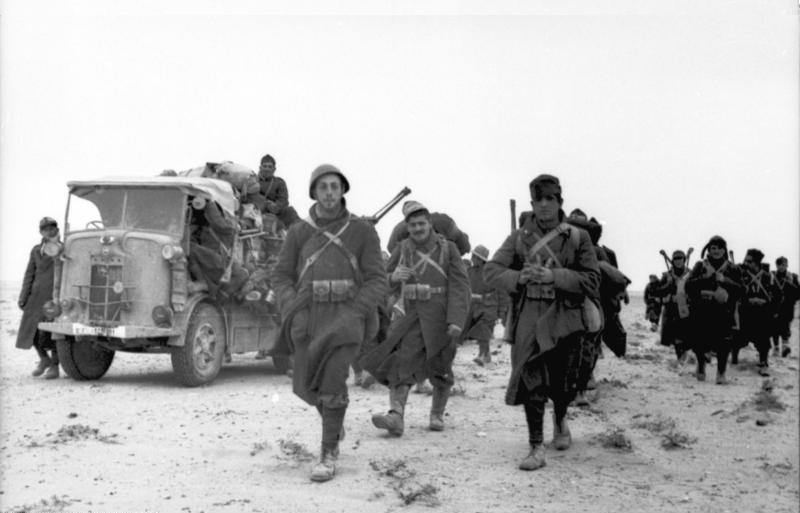
Włoscy żołnierze w drodze na front

W kwietniu siły Osi rozpoczęły oblężenie utraconej przez Włochów twierdzy Tobruk. Miasta broniły głównie siły australijskie (zob. szczury Tobruku). Posiłki były dowożone nocami drogą morską. W sierpniu siły obrońców wzmocniła Samodzielna Brygada Strzelców Karpackich licząca ok. 5 tys. ludzi, której aktywna i nieustępliwa obrona rozwiała nadzieje państw Osi na szybki upadek twierdzy. Ostatecznie pierwsze oblężenie (drugie nastąpiło w 1942) zakończyło się niepowodzeniem i trwało do 9 grudnia 1941 roku, kiedy to Tobruk odblokowano w wyniku operacji Crusader, alianckiej kontrofensywy w czasie której stoczono jedną z największych bitew pancernych podczas kampanii w Afryce, w rejonie Sidi Rezegh, a w jej wyniku ponownie osiągnięto El Agheila, dokąd wycofały się siły Rommla.

#### Koniec kampanii wschodnioafrykańskiej
Względny spokój na tym obszarze panował do początku 1941 r. W trakcie tych kilku miesięcy Brytyjczycy zdołali zdecydowanie wzmocnić swoje siły w Afryce Wschodniej. Na początku stycznia 1941 roku posiadali już w tym rejonie ok. 100 tys. żołnierzy zgrupowanych w dywizje: południowoafrykańską, 2 hinduskie, 2 afrykańskie, sudańską, brygadę Wolnych Francuzów i kilka mniejszych jednostek. Były to w zdecydowanej większości oddziały weteranów o znacznie większych możliwościach bojowych niż jednostki włoskie. Siły te podzielono na dwa zgrupowania. Pierwszym, składającym się w większości z jednostek pochodzących z Indii dowodził gen. William Platt. Dowódcą drugiego, złożonego z jednostek afrykańskich, był gen. Alan Cunningham.

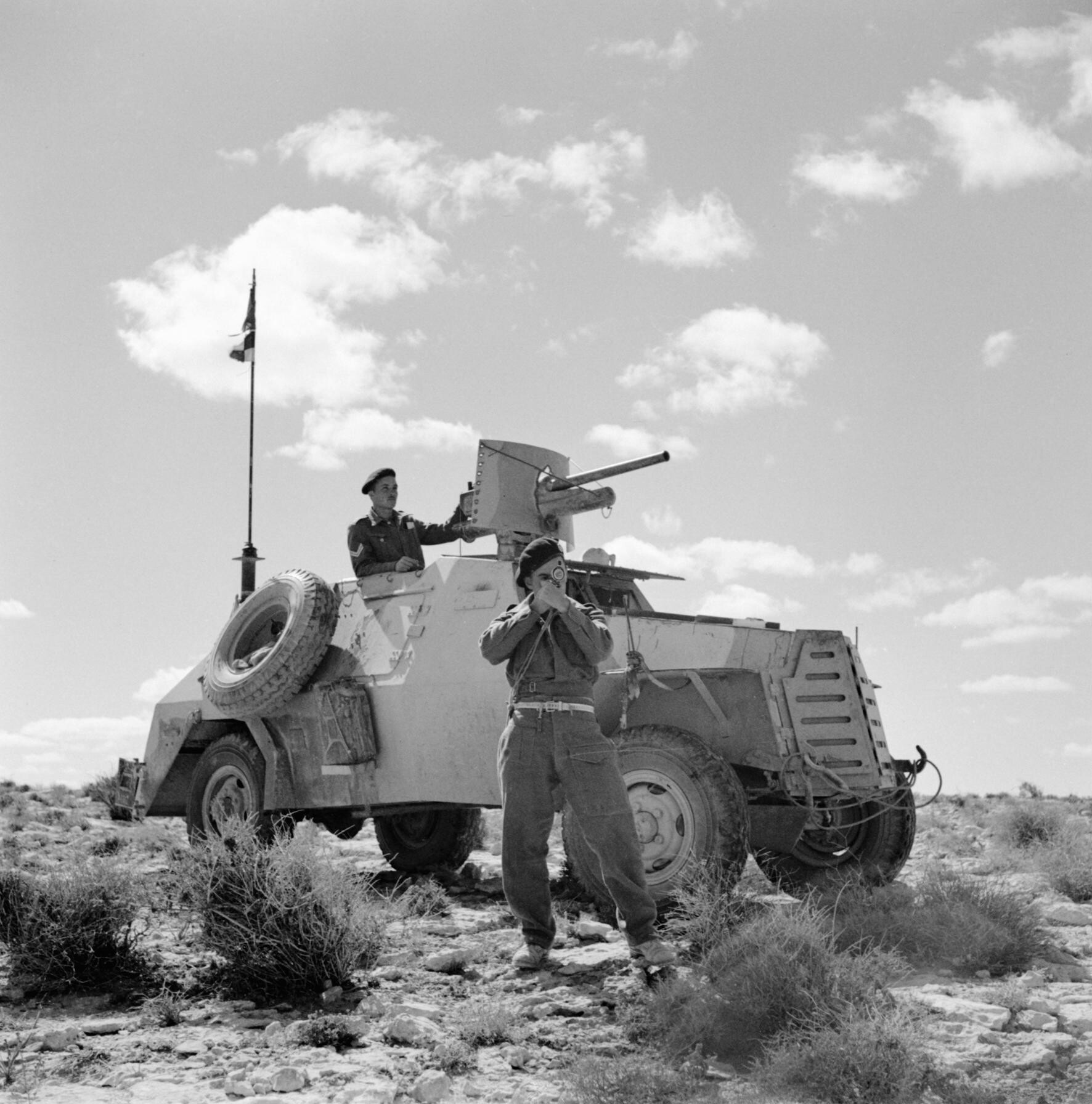
Patrol południowoafrykańskich wojsk

Jako pierwsze uderzyło zgrupowanie gen. Williama Plata. Natarcie wyprowadzono z rejonu Kassali, a jego celem była stolica Erytrei, Asmara. Włosi bronili się nadspodziewanie dobrze – obronę przełamano dopiero po dwóch miesiącach pod Keren (zob. bitwa pod Keren). Północne zgrupowanie wojsk włoskich w Afryce Wschodniej zostało zniszczone lub zneutralizowane do 10 kwietnia 1941 roku.
Dowodzący południowym zgrupowaniem gen. Cunningham zaatakował na początku lutego. Celami natarcia były Mogadiszu i Addis Abeba. Włosi stawiali opór na linii rzeki Dżuba, jednak ich obrona nie była tak silna jak w Erytrei – miejscowe jednostki masowo przechodziły na stronę brytyjską. 26 lutego Włosi, obawiając się okrążenia w Somali Brytyjskim, wycofali z niego swoje wojska, zdecydowali się także stawić opór siłom sojuszniczym na przełęczy Marda. 21 marca Brytyjczycy sforsowali włoską linię obrony, a 6 kwietnia zajęli Addis Abebę. Opór zorganizowanych oddziałów włoskich w Afryce Wschodniej skończył się w maju 1941 roku wraz z kapitulacją pod Amba Alagi 18 tys. żołnierzy dowodzonych przez księcia Amadeusza d’Aostę. Ostatni punkt włoskiego oporu (rejon Gondaru) w podbitej w 1936 roku Abisynii padł jednak dopiero 27 listopada 1941 roku. Akt kapitulacji podpisał przed aliantami generał Guglielmo Nasi.
W trakcie walk w Afryce Wschodniej po raz kolejny uwidoczniła się słabość armii włoskiej, wyposażonej w przestarzały sprzęt, opierającej się w swoich działaniach na niezdyscyplinowanych i źle wyszkolonych żołnierzach rekrutowanych wśród ludności tubylczej.

### 1942

#### I bitwa pod El Alamein

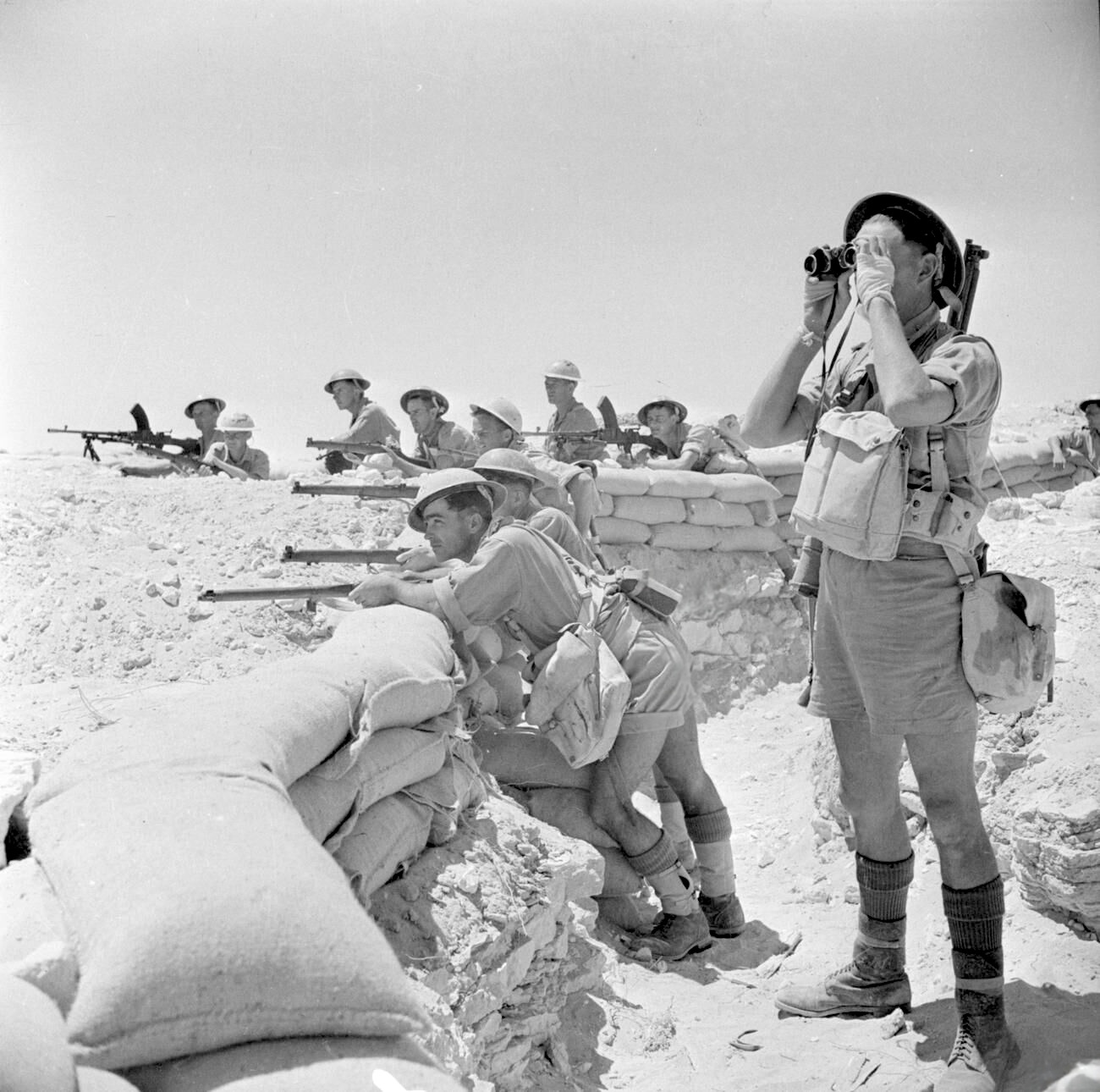
Brytyjskie pozycje obronne w czasie I bitwy pod El Alamein

Atak Afrika Korps nastąpił 1 lipca, jednak wobec twardego oporu aliantów oddziały Osi zatrzymały się. Rommel planował obejść El Alamein od północy, ale powstrzymały go ataki brytyjskie w centrum zgrupowania jego wojsk. Generał Auchinleck zaatakował ponownie 10 lipca w Tel el Eisa. Po nieudanym kontrataku Niemców brytyjski generał ponownie zaatakował w centrum, staczając dwie kolejne potyczki pod Ruweisat, 14 i 21 lipca. Nie przyniosły one sukcesu głównie przez brak broni pancernej. Pomimo tego 27 lipca przypuszczono dwa kolejne ataki na północ od Tel el Eisa, ale ponownie problemem okazał się brak wsparcia broni pancernej zatrzymanej na polach minowych. Wyczerpana brytyjska 8 Armia otrzymała więc rozkaz wycofania się i umocnienia pozycji.
Po bitwie nastąpiła patowa sytuacja trwająca aż do października. W tym czasie obie strony zajęły się umacnianiem pozycji, okopów i zakładaniem pól minowych. Jedynym przerywnikiem był niemiecki atak na Alam Halfa 30 sierpnia 1942 zakończony niepowodzeniem. Aliantami dowodził już wtedy Bernard Law Montgomery, który zastąpił Claude’a Auchinlecka.

#### II bitwa pod El Alamein
Po kilkutygodniowych przygotowaniach brytyjskie wojska były gotowe do uderzenia. Główne natarcie miało być przeprowadzone na północy linii frontu, aby więc zmylić przeciwnika alianci wykonywali działania na południu. Intensywne ruchy fałszywych czołgów, ciężarówek oraz pozorna aktywność brytyjskich radiostacji zmyliły niemieckich planistów. Atak rozpoczął się 23 października nawałą artyleryjską, pod osłoną której ruszyło tysiące saperów, aby rozminować teren. Wojska Montgomery’ego wdarły się 5 km w linię wroga, jednak następnego dnia Włosi i Niemcy skontrowali najbardziej wysunięte jednostki. Walki toczyły się też na południu między siłami brytyjskimi i nowozelandzkimi a włoskimi. W tym czasie pod ostrzałem alianckiej artylerii zmarł na zawał serca, zastępujący leczącego się w Austrii Rommla, generał Georg Stumme. Rommel przybył na miejsce bitwy 25 października. Było już jednak za późno, mimo że nie wszystkie ataki aliantów się powiodły (m.in. atak na grzbiet Miteirya broniony przez Włochów z dywizji Trento).

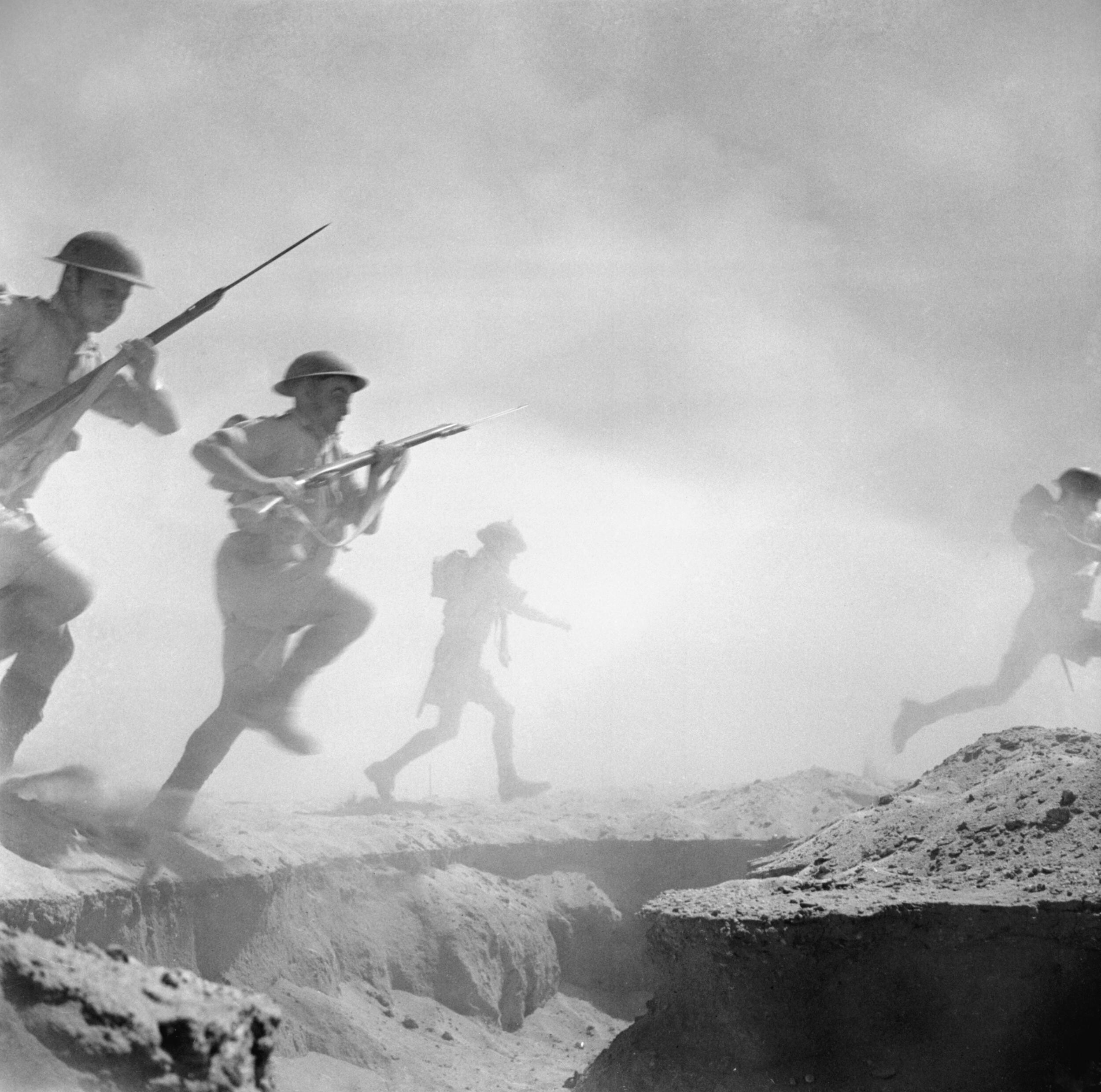
Australijska piechota podczas natarcia w czasie walk pod El Alamein

„Monty” skierował całą siłę uderzenia na północ. Kontrataki Osi nie przyniosły rezultatu. Rommel wobec topniejących sił (zwłaszcza pancernych) i mimo zakazu Hitlera nakazał 4 listopada odwrót. Wtedy też Włosi wycofali się z pozycji obronnych na południowej linii frontu. Bitwa została wygrana przez wojska alianckie, które wzięły do niewoli ok. 30 tysięcy żołnierzy Osi.
Po tej bitwie wojska Rommla nie odzyskały przewagi na froncie afrykańskim aż do ofensywy wojsk niemieckich i włoskich w lutym 1943. Bernard Montgomery został mianowany „lordem Alamein”.

#### Operacja Torch

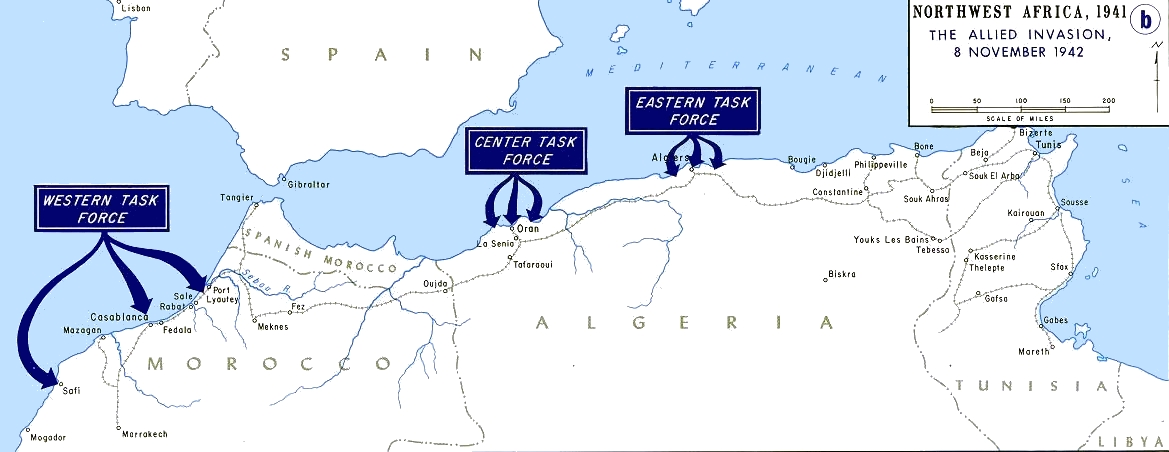
Plany operacji Torch

Desant miał za zadanie przejąć kontrolę nad francuskimi koloniami kontrolowanymi przez rząd Vichy i zajść od tyłu wycofujące się siły Osi. Była to pierwsza operacja w Afryce Północnej, w której wspólnie wzięły udział siły brytyjskie i amerykańskie. Dla większości sił amerykańskich na ETO był to chrzest bojowy.
Zaplanowano trzy główne miejsca desantu: Casablancę, Oran i Algier. Operację rozpoczęto 8 listopada 1942. Walki z Francuzami były krótkotrwałe i tylko w niektórych miejscach zacięte. Początkowo zarządcą francuskich terenów w Afryce został François Darlan, ale po udanym zamachu na jego życie został zastąpiony przez generała Henriego Girauda. Desant spowodował jednak zajęcie przez Niemców i Włochów nieokupowanej dotychczas części Francji.
Dużą rolę w przygotowaniu logistycznym operacji aliantów w Afryce odegrały informacje uzyskane dzięki polskiemu wywiadowi, tzw. „Agencji Afryka” – osób skupionych wokół generała Mieczysława Słowikowskiego pseudonim „Rygor”, który między majem 1941 a wrześniem 1944 był szefem Ekspozytury Oddziału II w Afryce Północnej, z siedzibą w Algierze.

#### Wyścig do Tunisu 1942
Wkrótce alianci zaczęli kierować coraz więcej swoich oddziałów na odcinek frontu w Tunezji. Tunezja Francuska została jednak wcześniej zajęta przez państwa Osi, w czego efekcie alianckie konwoje z posiłkami zdążające do portów algierskich były często atakowane przez lotnictwo Osi operujące z baz tunezyjskich. Popłoch budziły zwłaszcza niemieckie bombowce nurkujące Junkers Ju 87 Stuka. W listopadzie i grudniu 1942 doszło do pierwszych walk w Tunezji, jednak siły osłaniające odwrót Rommla powstrzymały większość ataków aliantów. Tunisu nie udało się zająć w 1942, zaś Niemcy dążyli do zachowania swoich dotychczasowych pozycji w Tunezji. Walki toczyły się głównie w Medjez El Bab, Tebourbie i Beji.

### 1943

#### Walki w Tunezji

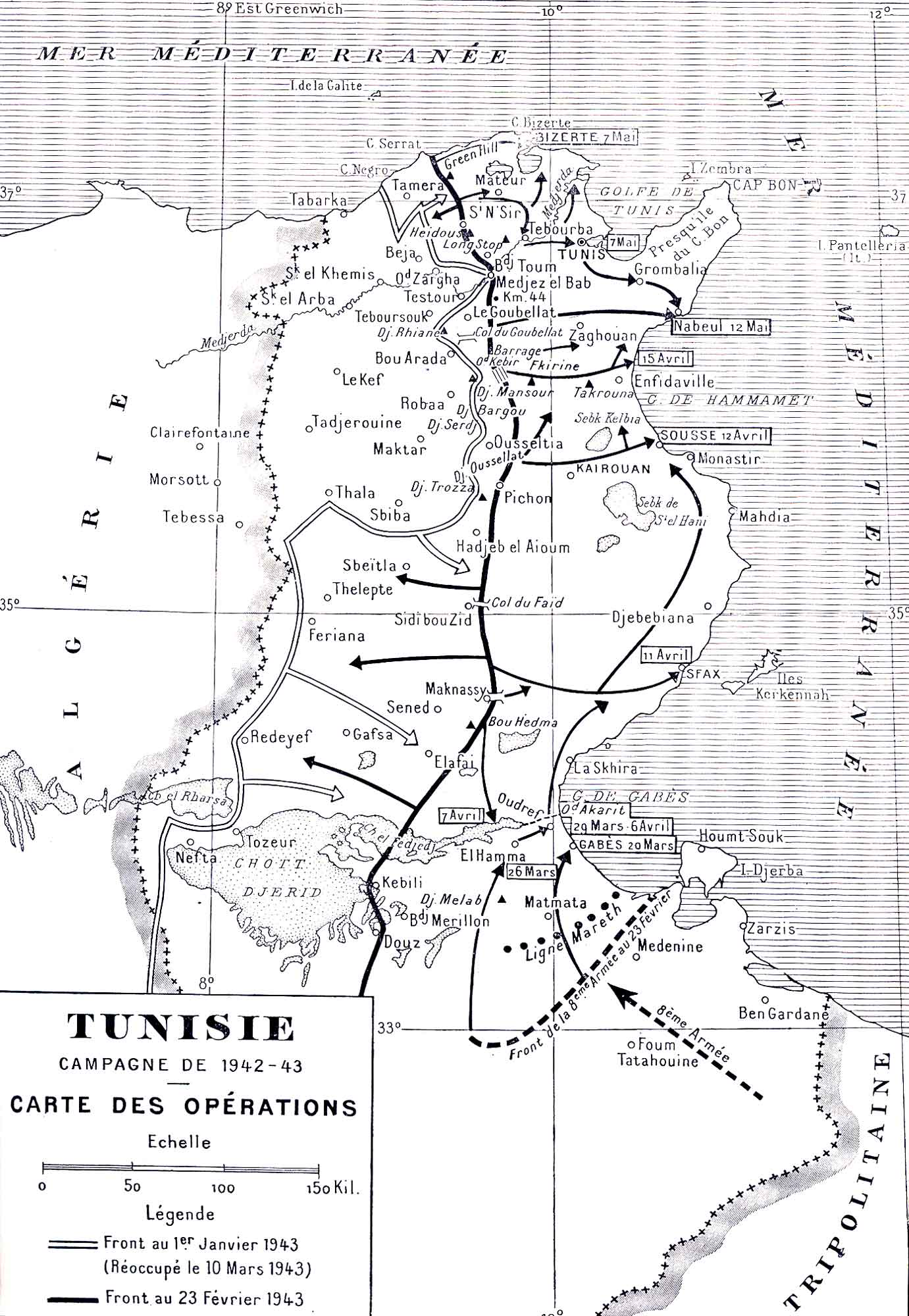
Plany walk w Tunezji

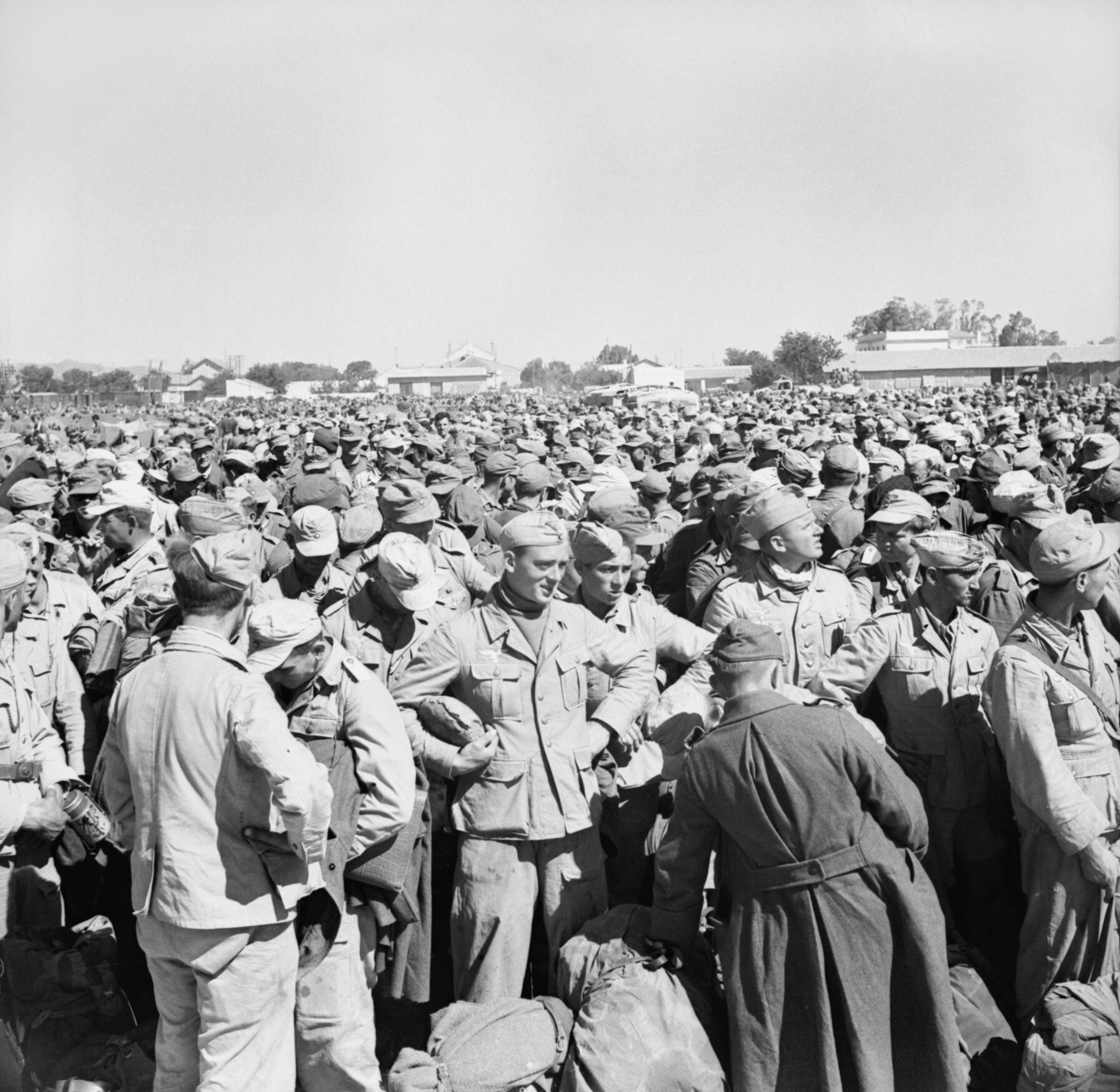
Niemieccy i włoscy jeńcy wojenni w Tunezji

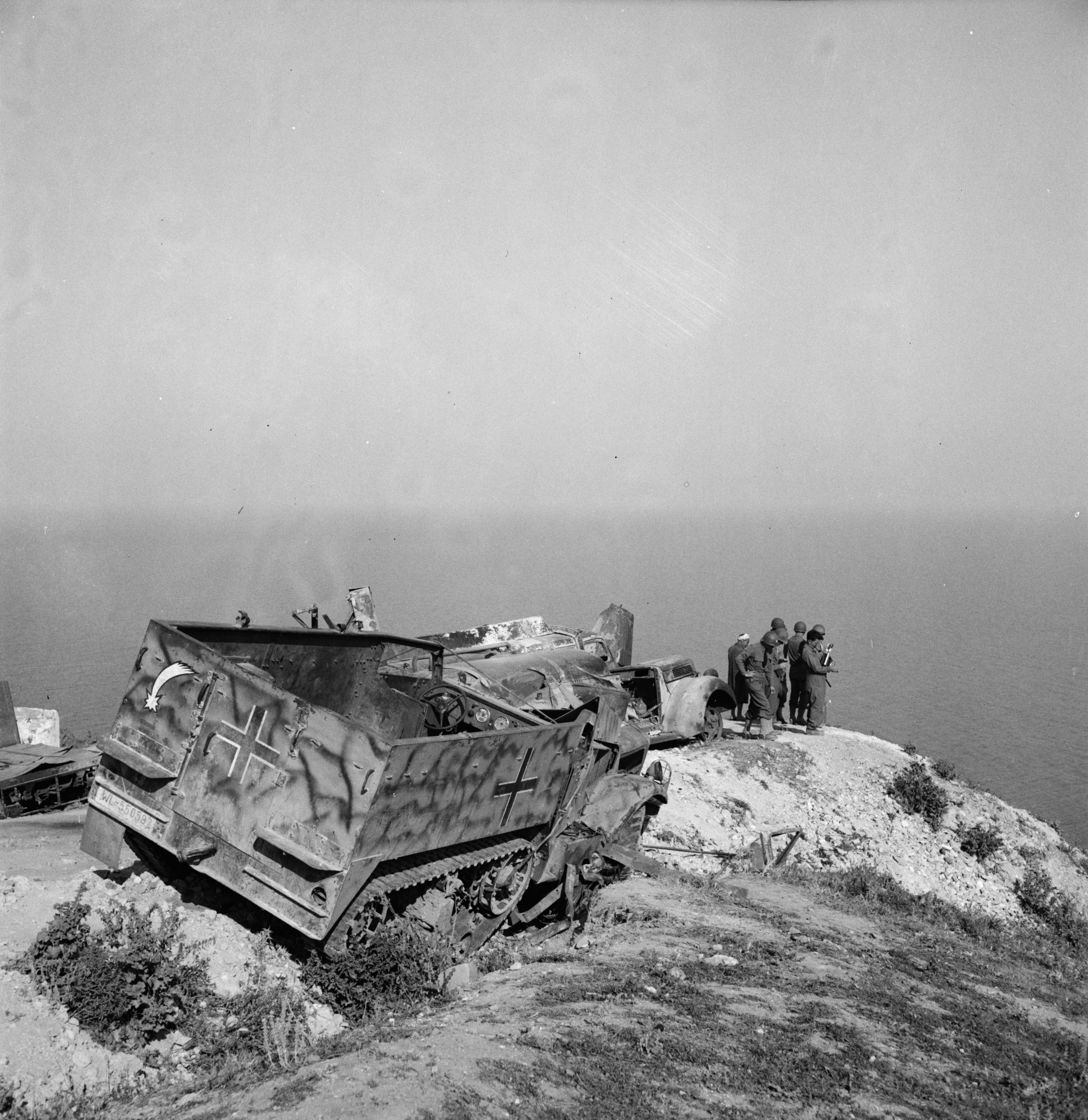
Wraki niemieckiego sprzętu na wybrzeżu Tunezji, w tle alianccy żołnierze, maj 1943

Na początku 1943 roku oddziały alianckie wkroczyły do Tunezji. Amerykanie nieumiejętnie dowodzeni (przez dowódcę II Korpusu gen. Fredendalla którego zastąpił później otoczony legendą gen. George S.Patton), a także dysponując niedoświadczonymi oddziałami, nie osiągnęli początkowo wiele.
Siły niemiecko-włoskie (w tym część niemieckiej 5 Armii Pancernej) dowodzone przez Rommla przeprowadziły ostatnią (luty 1943) w Afryce ofensywę znaną jako bitwa na przełęczy Kasserine. Mimo ogromnych strat amerykańskiego sprzętu (ponad 300 czołgów) i ludzi (kilka tysięcy), Niemcom nie udało się ostatecznie przerwać frontu i wobec narastającego oporu musieli zrezygnować z dalszego natarcia, po czym wycofali się na północ, w kierunku Tunisu. Natomiast Brytyjczycy osiągając w lutym 1943 od południa granicę z Tunezją zostali tym samym zmuszeni rozciągnąć swe linie zaopatrzeniowe, a także napotkali silnie umocnioną linię Mareth o którą toczyły się zacięte walki do końca marca. Przewidując zbliżającą się klęskę w Afryce, a także mając na uwadze coraz bardziej zagrożone (przez marynarkę i lotnictwo alianckie) linie komunikacyjne, niemieckie dowództwo postanowiło odwołać Rommla z funkcji dowódcy Afrika Korps, po czym wyjechał on do Niemiec.

### Koniec walk w Afryce
Ostateczny atak na siły Osi w Tunezji przeprowadzono pod kryptonimami Vulcan i Strike 6 maja 1943 roku. Uderzono na ostatnie punkty oporu: Bizertę, półwysep Cap Bon oraz Tunis. Operację Vulcan wspomagała operacja Flax, w czasie której zniszczono lotnictwo Osi dostarczające zaopatrzenie z Włoch do Afryki, a także operacja Retribution, w ramach której marynarka i lotnictwo aliantów atakowały niemieckie konwoje z uciekającymi do Włoch żołnierzami. W czasie operacji Retributon alianci pojmali 897 ludzi, tylko 653 Niemcom udało się dotrzeć do Włoch. Nieznana jest liczba tych, którzy utonęli.
Resztki sił Osi skapitulowały 13 maja 1943. Do niewoli dostało się wtedy ponad 230 tysięcy Włochów i Niemców.

## Skutki
Dzięki zwycięstwu aliantów poważnie osłabiono Włochy. Benito Mussolini stracił poparcie dla swoich decyzji w wojsku i włoskim społeczeństwie. Był to pierwszy front, na którym przegrali Niemcy. Alianci znacznie zwiększyli kontrolę nad Morzem Śródziemnym. Dzięki temu możliwe stało się przeprowadzenie inwazji na Włochy. Rozpoczęto ją operacją Husky (lądowanie na Sycylii) 10 lipca 1943 roku.